# Kołowrót (szczyt)
Kołowrót (798 m n.p.m.), inaczej Słona Góra (802 m), niem. Salzberg – spiętrzenie grzbietu, odchodzącego w kierunku północno-wschodnim od masywu Szyndzielni, w północno-wschodniej części Beskidu Śląskiego. Szczyt Kołowrotu wznosi się tuż na wschód od przełęczy Kołowrót, natomiast od sąsiedniej Koziej Góry oddziela go płytka przełęcz Sipa (Przełęcz Kozia).
Grzbietem Kołowrotu biegnie granica między miastem Bielsko-Biała i wsią Bystra w województwie śląskim, powiecie bielskim, oraz żółty szlak turystyczny z Olszówki Dolnej na Klimczok i ścieżka edukacyjna.

## Ścieżka edukacyjna Kołowrót
Ścieżka edukacyjna „Kołowrót” powstała we wrześniu 2003 r. w wyniku porozumienia, podpisanego pomiędzy Stowarzyszeniem Ekologiczno-Kulturalnym Klub Gaja i Nadleśnictwem Bielsko.
Ścieżka ma 3 km długości i poprowadzona jest północnymi i północno-wschodnimi stokami Kołowrotu. Na półkilometrowym odcinku pokrywa się ze wspomnianym wyżej żółtym szlakiem turystycznym, w pozostałej części wiedzie rzadko wcześniej uczęszczanymi leśnymi dróżkami i ścieżkami. Początek i koniec ścieżki oznaczono dużymi tablicami informacyjnymi, które stoją na Przełęczy Koziej (inaczej: Sipa, 608 m n.p.m.) i przy składnicy drewna w pobliżu ul. Skrajnej w Olszówce Górnej. Ścieżka ma 9 przystanków oznaczonych słupkami.
Głównym zadaniem ścieżki jest zapoznanie zwiedzających z lasami Beskidu Śląskiego i ich florą, a przede wszystkim z charakterystycznymi dla tego regionu zespołami leśnymi: żyzną buczyną karpacką, kwaśną buczyną górską, jaworzyną górską z miesiącznicą trwałą oraz świerczynami ze sztucznych nasadzeń. Wzdłuż ścieżki znajduje się również szereg stanowisk naparstnicy purpurowej.